# Naturschutzgebiet Hörnauer Wald
Das Naturschutzgebiet Hörnauer Wald ist ein Naturschutzgebiet im Schweinfurter Becken im Landkreis Schweinfurt. Das Gebiet ist mit rund 181 Hektar das größte Naturschutzgebiet im Landkreis und ist auch als FFH-Gebiet DE-6027-372 Naturschutzgebiet Hörnauer Wald ausgewiesen. Dadurch ist es Teil des europäischen Schutzgebietsnetzes Natura 2000.

## Geschichte
Das Gebiet wurde 1994 unter Schutz gestellt.

## Geografie und Geologie
Der Hörnauer Wald ist ein naturnaher, mesophiler bis feuchter Wald mit eingestreuten Feuchtflächen und Auwaldbereichen. Das Gebiet ist noch immer durch die Mittelwaldnutzung geprägt, die bis in die 1960er Jahre stattfand. Der nennenswerte Eichenbestand wird seit 2009, wie auch andere Eichenbestände der Gegend, durch Krankheiten und Schädlingsbefall dezimiert. Zum Gebiet gehören extensiv genutzte Grünlandflächen am Rand.